# José Belloni
José Leoncio Belloni (* 12. September 1882 in Montevideo, Uruguay; † 28. November 1965 ebenda) war ein uruguayischer Bildhauer.

## Leben
Geboren in Montevideo als Sohn europäischer Einwanderer, kehrte er zunächst 1890 nach Europa zurück. Dort ließ sich seine Familie in Lugano in der Schweiz nieder. Belloni besuchte die dortige Kunstschule und war Schüler Luis Vasselis. 1899 erfolgte kurzzeitig seine Rückkehr nach Uruguay. Er schrieb sich jedoch bald daraufhin an der Akademie der Bildenden Künste München ein. Wieder in Europa, nahm er hier mit seinen Werken an zahlreichen Ausstellungen teil. Nach Abschluss seines Studiums führte ihn sein Weg erneut zurück in seine Heimatstadt Montevideo. Dort war er bis 1914 für die Comisión del Círculo Fomento de Bellas Artes tätig, wo er 1914 nach dem Tod des Malers und Direktors des Círculo, Carlos María Herrera, dessen Position übernahm. Bereits 1910 wurde Belloni, der in den Folgejahren eine Vielzahl von Werken schuf und zudem auch an der Architektur-Fakultät der Universidad de la República als Dozent tätig war, bei der Exposición de Arte del Centenario Argentino für sein Werk Angustia mit einer Silbermedaille ausgezeichnet. Viele seiner Skulpturen haben heute ihren Standort an bedeutenden Plätzen und in Parks der Stadt Montevideo. So befindet sich sein 1919 geschaffener Ochsenwagen (La Carreta) im Parque José Batlle y Ordóñez, die 1952 entstandene Postkutsche (La diligencia) ist mittlerweile im Parque Prado anzutreffen. El Entrevero, geschaffen im Jahr seines Ablebens, bildet das Zentrum der Plaza Fabini, die im Volksmund heutzutage in Anlehnung an diese aus ineinanderverschlungenen, sich in einer Auseinandersetzung befindenden Reitern zu Pferde bestehenden Skulptur Plaza del Entrevero genannt wird. Im montevideanischen Barrio Maroñas ist mit der Avenida José Belloni eine bedeutende Straße nach ihm benannt.
Belloni ist der Vater des Bildhauers Stelio Belloni.

## Werkverzeichnis
Seine großen Denkmäler historischen Bezugs sind wichtiger Bestandteil der uruguayischen Kultur:
| Werk | Name                            | Datum | Standort                                                                           | Land    |
| ---- | ------------------------------- | ----- | ---------------------------------------------------------------------------------- | ------- |
|      | La carreta (Der Ochsenwagen)    | 1919  | Parque Batlle y Ordóñez, Montevideo                                                | Uruguay |
|      | La música                       | 1923  |                                                                                    | Uruguay |
|      | Guillermo Tell                  | 1931  |                                                                                    | Uruguay |
|      | Ansina                          | 1943  | am Punkt des Aufeinandertreffens der Avenidas 8 de Octubre und Italia, Tres Cruces | Uruguay |
|      | Nuevos Rumbos                   | 1948  | Parque Rodó                                                                        | Uruguay |
|      | La diligencia (Die Postkutsche) | 1952  | Parque Prado, Prado                                                                | Uruguay |
|      | Dionisio Díaz                   | 1953  | Avenida Tenientes de Artigas/Bulevar Fructuoso del Puerto, Treinta y Tres          | Uruguay |
|      | El entrevero                    | 1965  | Plaza Fabini, Centro                                                               | Uruguay |